# سوعة (مذيخرة)

تعديل مصدري - تعديل

سوعة محلة تابعة لقرية الهبن، التابعة لعزلة الافيوش بمديرية مذيخرة إحدى مديريات محافظة إب في الجمهورية اليمنية، بلغ تعداد سكانها 205 حسب تعداد اليمن لعام 2004.